# بيت الاعجم (قفل شمر)

تعديل مصدري - تعديل

بيت الاعجم هي إحدى قرى عزلة شمرين بمديرية قفل شمر التابعة لمحافظة حجة، بلغ تعداد سكانها 531 نسمة حسب تعداد اليمن لعام 2004.